# Affaire bébé M
L'affaire Bébé M (Baby M case en anglais) un procès qui s'est déroulé aux États-Unis entre une mère porteuse qui avait réalisée une gestation pour autrui et le père biologique de l'enfant.

## Historique
Mary Beth Whitehead, la mère de substitution, avait été inséminée artificiellement avec le sperme de William Stern. Contrairement à ce qui avait été prétendu dans le contrat de mère porteuse, la femme de Stern, Elizabeth, n'était pas stérile, mais il y avait une possibilité qu'elle eût une sclérose en plaques. Un confrère de son médecin l'avait avertie que sa propre femme, qui souffrait elle aussi de sclérose en plaques, avait subi une paralysie temporaire pendant sa grossesse (Steinbock, 1988). Le 27 mars 1986, Whitehead donna naissance à une fille, qu'elle appela « Sara Elizabeth Whitehead » ; elle refusa de la donner aux Stern. En 1987 un tribunal du New Jersey attribua la garde de la fille aux Stern (qu'ils prénommèrent Melissa), mais cette décision fut cassée le 2 février 1988 par la Cour suprême du New Jersey qui renvoya l'affaire au tribunal des affaires familiales et, provisoirement, la chambre basse du tribunal confia à William Stern la garde avec droit de visite pour la mère biologique.
Le procès suscita une grande attention médiatique car il montrait que les possibilités de reproduction avec intervention d'une tierce personne avaient des conséquences juridiques et sociales nouvelles. Le dilemme auquel était confrontée une mère qui avait mis un enfant au monde après un accord contractuel et un engagement biologique, était lui aussi mis au jour. Le camp des féministes se voyait partagé : pour les unes, les femmes avaient tous les droits sur leur corps, mais elles étaient aussi sensibles à la possibilité d'une exploitation. Cette maternité de remplacement fut violemment critiquée.
Mary Beth Whitehead a écrit un livre sur son expérience.

## Conséquences
Un article dans l'édition du 28 mars 1999 du Daily Mail dimanche révéla qu'Elizabeth Stern souffrait de sclérose en plaques et devait utiliser un fauteuil roulant. Mary Beth Whitehead y disait au correspondant qu'Elizabeth Stern était une « égoïste » pour établir un contrat destiné à faire venir un enfant au monde alors qu’elle était malade. L'article notait que Melissa appelait Mary Beth Whitehead Gould « Maman » et Elizabeth Stern « Betsy ». Les Stern refusèrent toute interview arguant de leur inquiétude pour la vie privée de leur fille et ils menacèrent de poursuites judiciaires contre un programme de nouvelles télévisées si on utilisait une photo de Melissa obtenue auprès de Mary Gould.
Quand elle eut atteint 18 ans, en mars 2004, Melissa Stern mit fin officiellement à tous les droits maternels de Mary Beth Whitehead et fit reconnaître les droits parentaux d'Elizabeth Stern par une procédure d'adoption.
En septembre 2007, Melissa devint junior à l'université George Washington avec les études religieuses comme matière principale. Elle indiqua vouloir devenir pasteur sans exclure d’avoir des enfants à elle un jour. Elle dit qu’elle avait trouvé étrange d'étudier le cas de Bébé M dans son cours de bioéthique à l'université.
« J'aime beaucoup ma famille et suis très heureuse d'être avec eux », a-t-elle dit à un correspondant du New Jersey Monthly, en faisant allusion aux Stern. « Je suis très heureuse d’avoir fini par les retrouver. Je les aime, ils sont mes meilleurs amis sur la Terre et c'est tout ce que j’ai à dire à leur sujet. »